# Telemúsica
Telemúsica fue un canal de televisión argentino producido por Grupo 21, fue operado y distribuido por Pramer.

## Historia
Nacido en agosto de 1995, como relleno del canal América, para sus emisiones después de la trasnoche, ya que la señal satelital de América transmitía vía satélite a todo el país 24 horas con gran éxito.
El éxito de la señal fue absoluto y en 1996 comenzó a emitir 24 horas de música latina sin interrupciones, comprendía varios géneros de música como el HipHop, Rock, Merengue, demás. Una continuidad de Videoclips y Especiales de Artistas era lo más sobresaliente del canal.
En 2003, debido a la crisis y su salida de los cables porteños, Grupo21, unificaron sus señales Music 21 y Elektronica en el canal Muziknet.tv, pero solo transmitía en la trasnoche de Telefe por Cablevisión en la Ciudad de Buenos Aires, por un breve tiempo. En 2006 cesaron definitivamente su señal.

## Programas emitidos en Telemúsica
Telemúsica emitió varios los siguientes programas:
- La historia del rock: Era un pequeño bloque donde se emitían minúsculos documentales sobre los artistas latinos más destacados del Rock.
- Lo mejor en vivo: Era un bloque donde se emitían conciertos de grupos y solistas latinos más importantes.
- Pura Raza: Era un programa documental que transmitía los movimientos musicales y culturales más trascendentes del mundo artístico latinoamericano.
- Los 20 primeros: Era un programa en donde las personas votaban por teléfono o por la web a los artistas destacados de telemúsica, que cada día constituían el Ranking de telemúsica.
- Informe Telemúsica: Era un programa en donde se tenía un "Informe" muy específico sobre cómo trabajaba el artista, su vida, detrás de cámaras, etc.
- Especial Telemúsica: Era un programa en donde se hacía un recorrido por la vida de los artistas, con sus mejores videos, entrevistas exclusivas, conciertos en vivo e imágenes nunca vistas.
- En primera persona: Era un programa en donde los intérpretes relataban de forma directa y personal sobre sus experiencias, sus trabájos discográficos, etc.